# گنونت
گنونِت (به انگلیسی: GNUnet) یک چارچوب نرم‌افزار برای شبکه ای امن همتا به همتا (به انگلیسی: Secured P2P) می‌باشد. ویژگی گنو نت استفاده نکردن از سرویسهای مرکزی یا مورد اطمینان می‌باشد. هدف گنو نت فراهم سازی بستری امن و ضد سانسور برای رد و بدل کردن داده‌ها می‌باشد. به علاوه استفاده از الگوریتم‌های خاص امکان سوء استفاده از شبکه را کاهش می‌دهد.